# Összekötő vasúti híd
Az Összekötő vasúti híd (a köznyelvben gyakran: Déli összekötő vasúti híd) Budapest egyik vasúti Duna-hídja a Körvasút déli szakaszán. Magyarország legfontosabb és legforgalmasabb vasúti összeköttetése a Dunán, amelyen az ország áthaladó vasúti forgalmának túlnyomó része folyik. A híd közvetlenül a Rákóczi híd mellett, annak déli oldalán található.
Az első hidat a Kopaszi párhuzammű megépítését követően, Ferencváros és Kelenföld állomások között 1877-ben nyitották meg a forgalom számára. A növekvő vasúti forgalom a nem megfelelő minőségű anyagból épített kétvágányú hidat hamar meggyengítette, így 1913-ban egy új híddal helyettesítették, amely a második világháborúban megsemmisült. A háború után 1946-ban egy egyvágányú, félállandó jellegű, úgynevezett „K”-híd létesült, végül 1948-ban és 1953-ban készültek el az állandó hídszerkezetek a két vágánnyal. A négy nyílású híd a meder felett 393 m, a teljes híd 477 m hosszú. A hídon a vasúti járművek legnagyobb engedélyezett sebessége az északi oldalon 40, a délin 60 km/h volt. 2020-ban kezdődött a harmadik hídszerkezet építése, melyet 2021 áprilisában adtak át, ezután kezdődött a középső híd bontása, melyet a déli bontása fog követni. Mindhárom új híd 2022-től üzemel. Az átépítés óta a hídon engedélyezett sebesség: 80 km/h.

## Előzmények
Az 1860-as évek végére Budapesten már három nagy fejpályaudvar működött: az Osztrák Államvasút Társaság (röviden OÁVT) pesti indóháza (a mai Nyugati pályaudvar elődje), a Magyar Királyi Államvasutak losonci pályaudvara (a mai Józsefvárosi pályaudvar) és a Déli Vasút budai pályaudvara (a mai Déli pályaudvar). Az egymástól független vasúttársaságok pályaudvarait nem kötötte össze vágány, erre a társaságok részéről igény sem merült fel.
A Duna jobb és bal partján kiépült vasútvonalakat egybekapcsoló ún. összekötő vasútnak (újabb nevén: körvasútnak) egy Duna-hídon át történő vezetését már az 1860-as évek végén tanulmányozták. Az összekötő vasút és a híd terveinek kidolgozásával a Magyar Királyi Államvasutak Vasútépítészeti Igazgatóságát bízták meg. Az 1868–1869 között készített négy tervváltozat négynyílású, 94–116 m közötti nyílásméretű, vasszerkezetű híd létesítését irányozta elő.
A Vasútépítészeti Igazgatóság kétévnyi szünet után, 1871-ben foglalkozott ismét a vasúti híd építésének előkészítésével. Az ismét több, összesen öt változatban készített terv alapján megállapították, hogy a többtámaszú, kerettartós szerkezet a legkedvezőbb.
A magyar országgyűlés az 1872. évi IX. törvénycikkben rendelte el a budapesti összekötő vasút és a vasúti híd építését, melyet végül a Déli Vasút Újbuda (ma: Kelenföld) és a MÁV Kőbánya (ma: Kőbánya felső) állomásai között adtak át, Ferencváros állomással együtt.

## Az első hídszerkezet

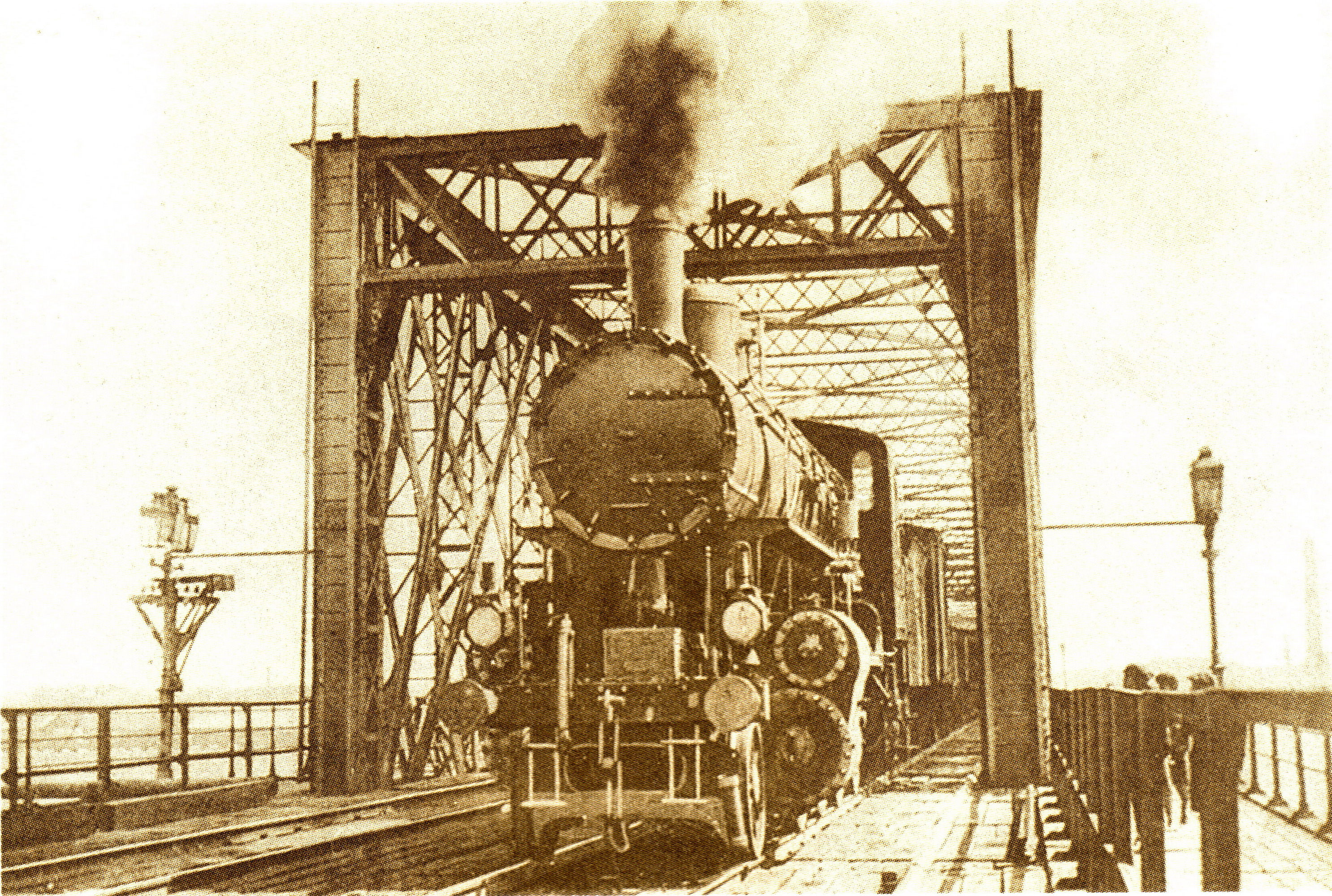
Az összekötő vasúti híd az 1877–1913 közötti időszakból

A törvényi elrendelés hatására felgyorsultak a hídépítéssel kapcsolatos teendők. 1872 augusztusában elkészültek a vasúti híd előzetes tervei, valamint szeptember 25-i határidővel kiírták a pályázatot a híd kivitelezési munkáira. A pályázatra öt ajánlat érkezett, amelyek értékelése után 1872 decemberében a francia Filleul-Brohy vállalat ajánlatát fogadták el. A vállalathoz később csatlakozott a szintén francia Cail és Társa cég. A vasúti híd kivitelezési munkáira a szerződést 1873. május 31-én kötötték meg, a befejezési határidőt 1874. szeptember 30-ra tűzték ki.
A kivitelező francia vállalat az építtetővel történt egyeztetés után anyagtakarékossági okokból módosította a híd terveit. A végleges terveket így egy 9,80 m magas főtartójú, alsópályás, többszörös rácsozású, a hídfőkön és a középső hídpilléren mozgó sarus hídszerkezetként készítették el. A hídszerkezet méretezésénél 12,25 tonnás mozdony-, 10,0 tonnás szerkocsi- és 8,5 tonnás teherkocsi-tengelyterhelést  vettek figyelembe. A híd tervezőjének kiléte kétséges, nagy valószínűség szerint a korszak több vasúti hídját tervező Feketeházy János volt, de – a feladat nagyságára való tekintettel – a MÁV több mérnöke, köztük Rochlitz Gyula is részt vehetett a munkában.
A híd építési munkái 1873. szeptember 29-én kezdődtek meg, ekkor süllyesztették le az első keszont a pesti oldali mederpillér építéséhez. A lesüllyesztett keszonokban levegőtúlnyomás mellett készítették el a mederpillérek alapozását. A teherbíró réteg eléréséhez a keszonok legnagyobb süllyesztési mélysége a Duna nulla vízszintje alatt 10,1 m volt. A pilléreket az árvízmagasságig kisebb részben az osztrák gmundeni, nagyobb részben a Prága melletti volsani bányákból szállított gránittal, afelett sóskúti mészkővel burkolták. Az árvizek és kőszállítási problémák ellenére a pillérek és más alépítmények 1875 augusztusára elkészültek. A Duna partvonalának szabályozása a jobb parton a Lágymányosi-tavat leválasztó Kopaszi-párhuzamművel együtt 1870-1876 között zajlott. A folyam bal partján a függőleges partfal 1882–1884 között épült.
A híd vasszerkezetéhez a vasanyagokat francia és belga vasművekben állították elő, a hegeszvasból készült szerkezetet a Cail és Társa vállalat párizsi gyárában készítették elő, szállításra alkalmas méretben. A vasszerkezetek helyszíni szerelését már 1875 májusában elkezdték, a bal parti pilléreken teljes magasságban kezdték meg a szerelést. A jobb parti nyílásokban más módszerrel dolgoztak, a munkaállványon csak az alsó övet szerelték és szegecselték össze, ezután állították be az oszlopokat és szerelték össze a felső övet. A hídszerkezet 1875 szeptember végére elkészült, és megkezdődhetett a szerkezet mázolása, a vágányok fektetése, illetve a gyalogjáró pallózása.
A híd próbaterhelésére 1876 januárjában került sor, miután a vasúti pálya építése késett, mozdonyok és teherkocsik nélkül. A próbaterhelést nyílásonként 1021 tonnányi vasúti sínszál felhordásával oldották meg, a maradó alakváltozások megfigyeléséhez a terhet négy napig hagyták a hídon. Az előírásnak megfelelt hídszerkezetet a csatlakozó vasúti pályával egy időben, 1877. október 23-án adták át a forgalomnak, a Lánchíd és a Margit híd után Budapest harmadik hídjaként. A késlekedést az addig csak saját vonalaikon közlekedő vasúttársaságok eltérő szabályozásai, vasútbiztonsági előírásai, valamint a jogi szempontok hiányosságai okozták.

## A második hídszerkezet

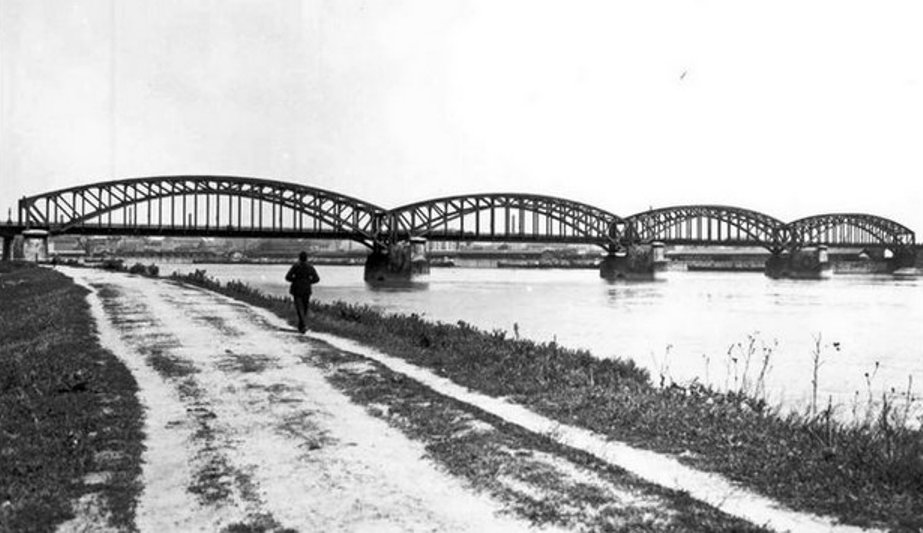
Az összekötő vasúti híd második hídszerkezete az 1913–1944 közötti időszakból

A vasút és a vasúti hálózat fejlődésével mind több áru szállítására volt igény, ami a tengelyterhelés folyamatos növelését követelte, így a vasúti hidak további megerősítése vagy átépítése elkerülhetetlenné vált. Az összekötő vasúti híd szerkezete is megerősítésre szorult, de az 1897–1899 közötti munkálatok során megállapították, hogy a vasanyag erősen korrodálódott. A vasszerkezetből vett mintákat húzópróba alá vetették, és kiderült, hogy az előrehaladott rozsdásodást nem csak az alapmázolás hanyagsága, hanem a vasanyag heterogén minősége is okozza. Az előbbi okok miatt határozták el a teljes hídszerkezet cseréjét, amit azonban a vasúti forgalom folyamatos fenntartása mellett csak úgy lehetett megvalósítani, ha az új hídszerkezetet a régi mellé építik fel. Az új híd terveit a MÁV készítette, a Kölber Ernő műszaki főtanácsos által tervezett vonóvasas, csonka szegmens alakú híd tengelyét a régi híd tengelyétől 12 méterre északra tűzték ki.
Az új mederpillérek építését 1910 márciusában kezdte meg a Fischer Henrik és Fia vállalat. Az első híd alapozási munkáihoz hasonlóan szintén keszonos megoldással készített pillérek építését a Duna áradása is hátráltatta, így azzal 1911. június 17-én végeztek. A régi és az új pillérek közötti 1 m körüli szélességű nyílást átboltozták.
A folytacélból készült hídszerkezetet az Államvasutak Gépgyára készítette, a szerelési munkákat 1911 elején kezdte meg a vállalat. A medernyílások vasszerkezetét állványokról, nyílásonként tizenkét járomról építették. Először a vonórudakat, majd a kereszttartókat, a hossztartókat, végül a főtartó végein a két keretet szerelték össze villanymotoros, 5 tonna teherbírású szerelődaru segítségével. A vasszerkezeteket szegecseléssel erősítették egymáshoz, sűrített levegővel működő szegecselő sajtók és szegecselő kalapácsok segítségével.
A két MÁV 301 sorozatú mozdonnyal és négy-négy teherkocsival végzett próbaterheléseket a bal és a jobb vágányokon 1913. november 18-án, illetve 25-én hajtották végre. A próbaterhelések után a hidakat át is adták a forgalomnak, amelyre a csatlakozó vágányokat ellenívekkel vezették fel. A régi híd szerkezetének bontását az új híd átadása után kezdték meg, ám az első világháború félbeszakította munkálatokat, így a budai hídfőhöz csatlakozó nyílás szétszerelését csak 1924-ben fejezték be.

## Az ideiglenes híd
A második világháború alatt a vasúti híd két légitámadásban is megsérült kis mértékben, ám mindkétszer sikerült kijavítani. A híd vesztét a visszavonuló német csapatok okozták, 1944. december 31-én felrobbantották. A robbanótölteteket a hídnyílások közepére helyezték, így a teljes szerkezet a Dunába zuhant. Robbanóanyagot helyeztek el a hídfők és a pillérek közelében is, a hídfőket teljesen szétvitte a robbanás ereje, a pillérek csak a víz feletti részeken sérültek.
A szovjet hadsereg szükséghidat épített a roncsok mellett, az egyvágányú, fából készült jármokon álló hidat 1945. április 26-án adták át a forgalomnak.
A szükséghidat az árvizek és jégzajlások is veszélyeztették, ezért a végleges híd felépítése előtt egy félállandó jellegű híd építése vált szükségessé. A félállandó híd helyét az alépítmények legészakibb részén jelölték ki, hogy a későbbiekben ne zavarja a végleges híd létesítését. A félállandó hidat úgynevezett „K”-rendszerű rácsos, csavarozott kivitelű, kéttámaszú szerkezetekből építették, háromemeletes változatban. A hídhoz szükséges „K” rácsok egyharmada az ország különböző részein rendelkezésre állt, a maradék anyagot le kellett gyártani. Az előző, vonóvasas, íves hídszerkezet hídfőit és pilléreit jelentős mértékben, négy méterrel kellett magasabbra felfalazni ahhoz, hogy fogadni tudják a „K”-rendszerű híd elemeit. Ezeket az alépítményi munkákat a MÁV 1945 szeptemberében kiadta a több vállalat összefogásával alakult Dunahídépítő Vállalatok Munkaközösségének.
A „K”-rendszerű híd szerkezetének szerelését 1946 júliusában kezdte meg a MÁVAG. A négy nyílásba összesen 2315 tonnányi „K” hídanyag épült be, amit 110 000 db esztergált orsójú csavarral szereltek össze. A szerelést „K” hídszerelő daruval végezték, a meder feletti nyílásokat állvány nélkül, konzolosan építették, az ellensúlyok a partokon épültek. A közbenső nyílásoknál a már megépült szerkezetek képezték az ellensúlyt. A hídszerkezet szerelése 76 napot vett igénybe, a próbaterhelést két MÁV 424 sorozatú mozdonnyal és négy darab, 28 tonnával terhelt teherkocsival végezték. A félállandó hidat 1946. október 31-én adták át a forgalomnak.

## A harmadik hídszerkezet

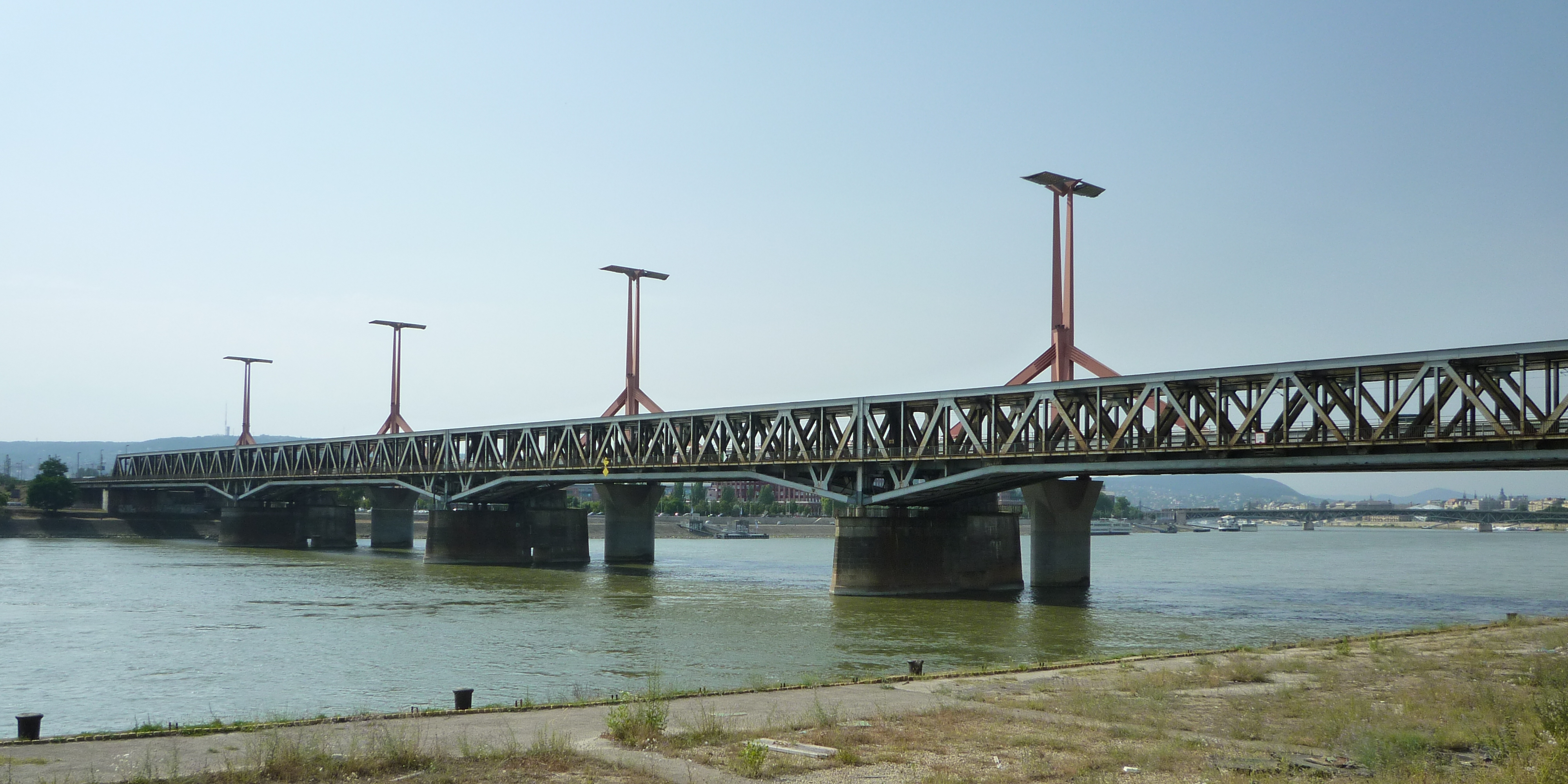
A harmadik hídszerkezet Pest felől (2011)

Az újjáépítéshez a hídépítő vállalatokból összeállt Munkaközösség 1947-re fejezte be a hídfők és pillérek déli részének a helyreállítását. Elkészült időközben az új hídszerkezet terve is, amelyet Korányi Imre irányításával Fekete István mérnöki irodája készített. A két egymás mellett fekvő hídszerkezet négynyílású, folytatólagos főtartójú, szimmetrikus rácsozású, gerendatartós kivitelben készült. A ikerhidakat állvány nélkül, szabadon szerelték, egy-egy segédjárom segítségével. Az északi hidat a sikeres próbaterhelés után 1948. szeptember 6-án (más források szerint szeptember 12-én vagy október 8-án), a délit 1953. július 22-én (más források szerint június 22-én) adták át a forgalomnak. Az ikerhidak szélére gyalogos járdák épültek, amelyeket a hídhoz erősített konzolok tartottak.
A „K”-rendszerű hidat 1953-ban bontották el, a hídanyagot az Újpesti vasúti híd építésénél használták fel.
A híd déli oldalán, a gyalogos járda felett, a főtartó külső síkjára 1968-ban közművezetékeket szereltek fel, amelyeket védőfallal választottak el a vasúti pályától. A megnövekedett szélterheléssel szembeni ellenállás, és a nagyobb merevség biztosítása érdekében a két hídszerkezetet egymással összekötötték.
A vasúti híd északi oldalán, azzal párhuzamosan épült meg 1992 és 1995 között a Lágymányosi (2011 óta Rákóczi) híd, amelyre átszerelték a közművezetékeket. Ekkor szűnt meg a vasúti hídon a gyalogosforgalom is, azóta engedély nélkül tilos a gyalogos átjárás.
2001-ben a körvasút Ferencvárosi pályaudvar és a Kelenföldi pályaudvar közötti szakaszával együtt a hídon is felépítménycserére került sor, majd 2004-ben a Művészetek Palotája felépülésével kapcsolatban a vágányokat zajelnyelő lemezekkel látták el, a síneket pedig rugalmas elemeken keresztül rögzítették a hídfákhoz, ezzel csökkentve az áthaladó vonatok keltette zajt és rezgést.

## A negyedik hídszerkezet
A pillérek északi oldalán évtizedeken át láthatóak voltak az egykori K-híd magasított alépítményi részei, melyek – a tervezett harmadik vágány számára – egy új hídnak biztosítottak elhelyezési lehetőséget. Az új híd megépítését 2019-ben jelentették be, ennek átadása után cserélték ki, egymást követően, a két régi hídszerkezetet. (A közbeszédben és a sajtóban a déli körvasút elnevezés is ehhez kapcsolódóan jelent meg. Korábban ezzel a névvel ritkábban illették.)
A 2020-ban megalakult Budapest Fejlesztési Központ egyik nagyszabású projektjének eltökélt célja hosszú távon az agglomerációs településekről a fővárosba jelenleg autóval bejárók átcsábítása az egységes koncepció alapján korszerűsített vasúti hálózatra, a fővárosi közutak túlterheltségének csökkentése érdekében. A Budapesti Agglomerációs Vasúti Stratégia megvalósításának első lépése az Összekötő vasúti híd rekonstrukciója és bővítése volt.
A megvalósítás 2020 áprilisában kezdődött el, az új híd első elemét 2020 szeptemberében emelték a helyére. 2021 márciusára készült el az új hídszerkezet, áprilisban a sikeres terheléses teszt után megindult a forgalom az új, északi vágányon. Ezzel egy időben megkezdődött a középső hídszerkezet bontása, amellyel 2021 július végére végeztek.
A tervek szerint a kész hidakon – zajvédő falak mögött – akár 100 km/h is sebességgel haladhat majd a forgalom.
2022. augusztus 3-án elkészült a megerősített pilléreken nyugvó három új hídszerkezet, rajtuk a vasúti pálya felépítményeivel. A déli körvasút bővítéséig (azaz a tervezett harmadik vágány megépítéséig) a forgalom továbbra is két hídon zajlik. (A délin és a középsőn.) A beruházást a Duna Aszfalt készítette el 48,5 milliárd Ft értékben, amiből 30,4 milliárd forint az Európai Unió támogatása.

## Kapcsolódó szócikk
- Újpesti vasúti híd